# Luca Tencati
Luca Tencati (ur. 16 marca 1979 w Monticelli d’Ongina) – włoski siatkarz, grający na pozycji środkowego. Od sezonu 2010/2011 występował w drużynie Copra Morpho Piacenza.

## Sukcesy klubowe
Puchar CEV:
- 1998, 2003

Mistrzostwo Włoch:
- 1998, 1999, 2001, 2003, 2004, 2005, 2007
- 2006, 2013
- 2014

Superpuchar Włoch:
- 1998, 2000, 2003, 2004, 2005

Liga Mistrzów:
- 1999, 2000, 2006
- 2001

Puchar Włoch:
- 2000, 2004, 2005, 2007, 2014

Puchar Challenge:
- 2008, 2013

## Sukcesy reprezentacyjne
Mistrzostwa Europy Kadetów:
- 1997

Mistrzostwa Świata Kadetów:
- 1997

Liga Światowa:
- 2001, 2004
- 2003

Mistrzostwa Europy:
- 2005
- 2001

Igrzyska Olimpijskie:
- 2004

Puchar Wielkich Mistrzów:
- 2005